# Rhêmes-Saint-Georges
Rhêmes-Saint-Georges is een gemeente in de Italiaanse regio Aostadal en telt 200 inwoners (31-12-2004). De oppervlakte bedraagt 36 km², de bevolkingsdichtheid is 6 inwoners per km².

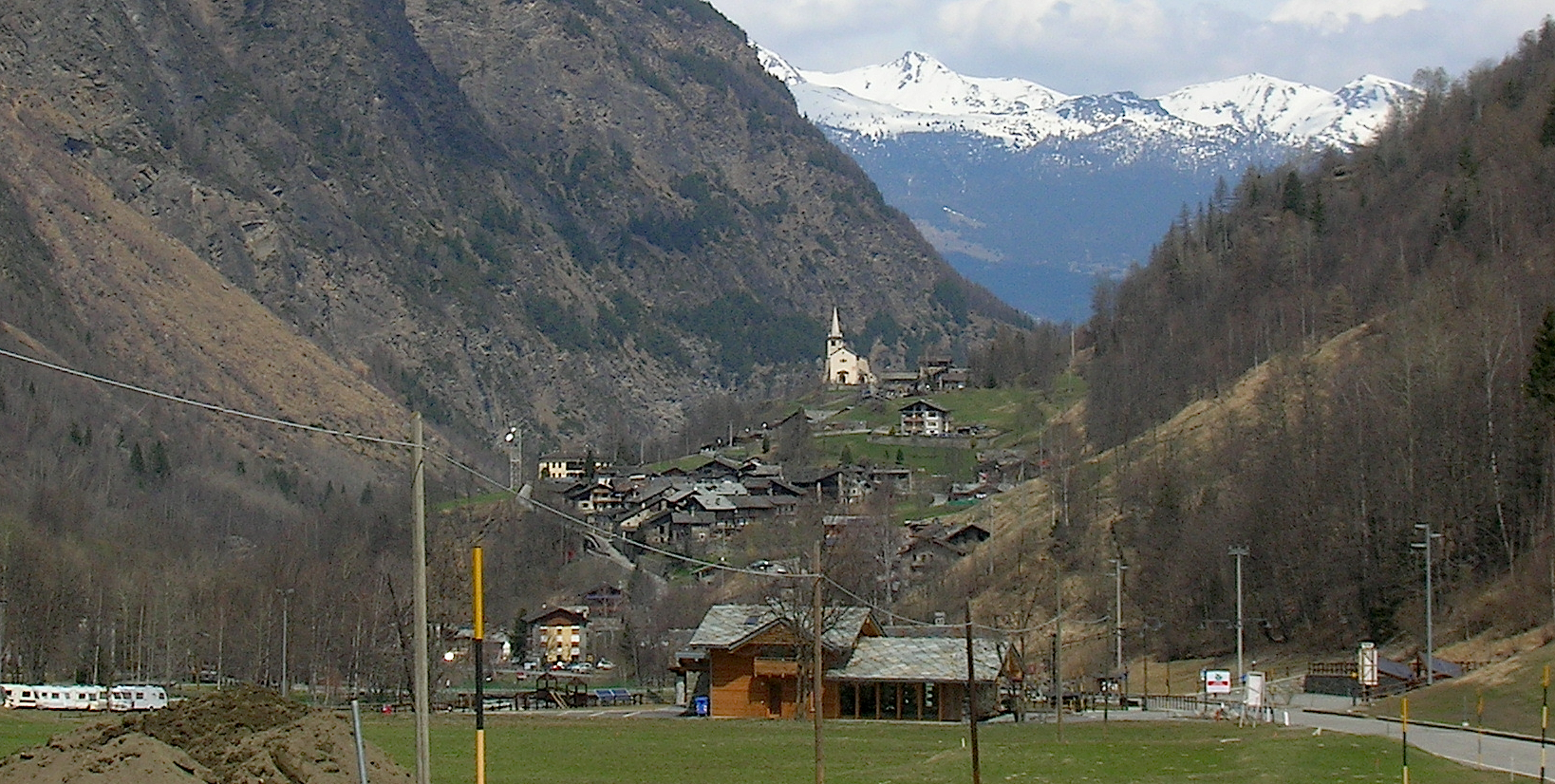
Dorp Coveyrand
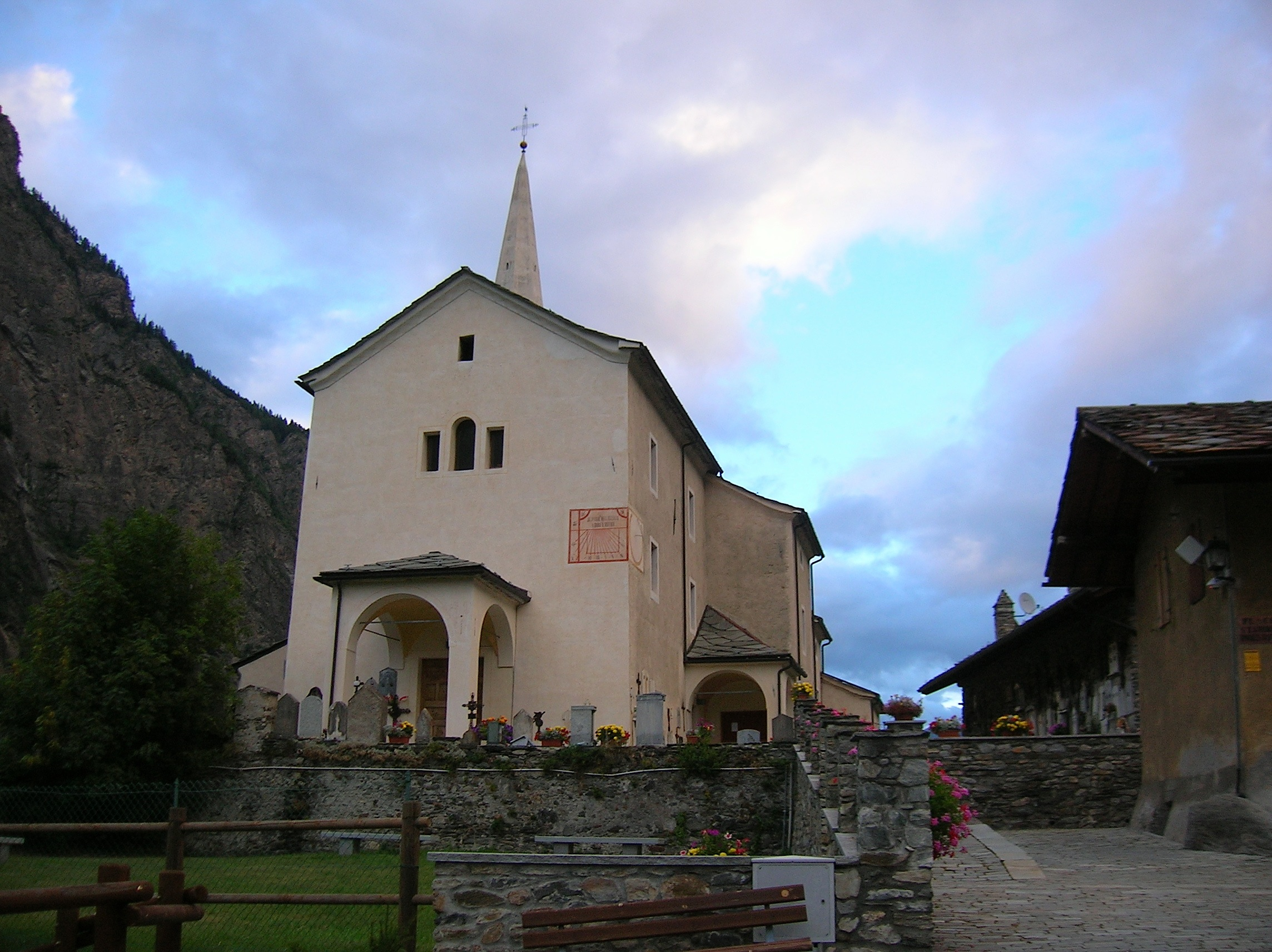
Sint-Joriskerk

## Geografie
De gemeente ligt op ongeveer 1218 m boven zeeniveau.
Rhêmes-Saint-Georges grenst aan de volgende gemeenten: Arvier, Introd, Rhêmes-Notre-Dame, Valgrisenche, Valsavarenche.